# Chaczkar w Gdańsku
Chaczkar w Gdańsku – ormiańska kamienna stela odsłonięta w 2009 roku w Gdańsku, umieszczona w Zaułku Ormiańskim obok kościoła św. Piotra i Pawła.

## Historia
Chaczkar w Gdańsku to trzeci, po Krakowie i Elblągu, chaczkar nazywany też ormiańskim krzyżem kwitnącym. Został ustawiony w uliczce, której uchwałą Rady Miasta Gdańska nadano nazwę Zaułek Ormiański. Znajduje się ona obok kościoła św. Piotra i Pawła. W kościele tym obecnie mieści się ormiańska parafia i są odprawiane msze w języku ormiańskim. Ale związki z historią Ormian sięgają 1958 roku, gdy zamieszkał tu ks. Kazimierz Filipiak, ormiański duchowny. Przyjechał ze Stanisławowa i przywiózł cudowny obraz Matki Bożej Łaskawej z kościoła ormiańskiego w tym mieście.
7 października 2009 roku po nabożeństwie w kościele św. Piotra i Pawła ambasador Republiki Armenii w Polsce Ashot Galoyan, prezydent Gdańska Paweł Adamowicz i przewodniczący Rady Miasta Gdańska Bogdan Oleszek otwarli Zaułek Ormiański. Następnie został odsłonięty chaczkar, który poświęcił archimandryta Serowpe Isachanian.

## Opis
Został wykonany w Armenii, w różowym tufie wulkanicznym przez rzeźbiarza Tarona Martirosyana. Chaczkar jest darem Fundacji „Piunik”. Utrzymany w tradycyjnym ormiańskim stylu, jest bogato ornamentowany. Na odwrocie znajduje się dwujęzyczny napis: „Wykonany w Armenii kamienny krzyż – chaczkar jest darem ormiańskiej Fundacji Rozwoju Zasobów Ludzkich «Piunik» jako znak wielowiekowej przyjaźni Ormian i Polaków. Erywań – Gdańsk 2009”.